# Cabirops bombyliophila
Cabirops bombyliophila är en kräftdjursart som beskrevs av Williams och Christopher B. Boyko 2004. Cabirops bombyliophila ingår i släktet Cabirops och familjen Cabiropidae.
Artens utbredningsområde är Tonga. Inga underarter finns listade i Catalogue of Life.